# 王昶 (清朝)
王昶（1724年—1806年），字德甫，号述庵，又号蘭泉。江苏青浦（今屬上海市）人。清朝政治人物、学者。

## 生平
祖籍浙江蘭溪，明季遷至朱家角定居。王昶早年廣交海內詩人，与王鳴盛、吳泰來、錢大昕、趙升之、曹仁虎、王文蓮并称「吴中七子」。乾隆十九年（1754年）進士，歸入選班。乾隆二十二年（1757年）乾隆帝南巡，王昶獲召試第一，授內閣中書。
乾隆三十三年（1768年）爆發盧見曾案，盧見曾因受賄一萬六千兩被抄家，王昶轉告紀昀，使盧家得以藏匿資財，仅抄出钱数十千，并无金银首饰。乾隆得知此事，下令嚴查卢见曾寄顿赀财一案。經劉統勛審問盧見曾之子盧瑛及孫盧蔭恩﹐乃供出預通信息之紀昀、黃駿昌及徐步雲。当时云南边境战乱，王昶之座師即當時云贵总督阿桂之父阿克敦，王昶得阿桂保奏，随其远征缅甸。乾隆三十七年（1772年）随阿桂入川九年，所有奏檄，均由王昶起草，平定大小金川後，功任吏部員外郎，在隨軍歲月著有《征緬紀聞》和《征緬紀略》。
乾隆四十三年（1778年）由通政副史升大理寺卿，乾隆四十四年（1779年）授左副都御史，乾隆四十五年（1780年）改江西按察使，同年免職。官至刑部右侍郎。

## 著作
好金石之學，晚年患眼疾，作品悉委门下代撰，错漏百出。著有《金石萃编》160卷、《明詞綜》、《春融堂集》、《湖海诗传》46卷等書。